# Висарион Белински
Висарио̀н Григо̀риевич Белѝнски (на руски: Виссарион Григорьевич Белинский) е руски литературен критик и публицист.

## Биография
Роден е на 11 юни (30 май стар стил) 1811 година в Свеаборг (днес част от Хелзинки) във Великото Финландско княжество в семейството на лекар, родом от Пензенска губерния, който по-късно получава дворянско звание. През 1829 – 1832 година учи в Московския университет, като по това време започва да публикува литературна критика в печата. Скоро той се налага като един от водещите руски литературни критици, както и като водеща фигура в Западническото движение. Отношението на управляващия режим към него е силно отрицателно и десетилетия след смъртта му цензурата забранява дори споменаването на името му.
Висарион Белински умира от туберкулоза на 7 юни (26 май стар стил) 1848 година в Санкт Петербург.

## Памет
На Висарион Белински е наречена улица в квартал „Студентски град“ в София (Карта).